# Orazio Giustiniani
Orazio Giustiniani (ur. 28 lutego 1580 na Chios, zm. 25 lipca 1649 w Rzymie) – włoski kardynał.

## Życiorys
Urodził się 28 lutego 1580 roku na wyspie Chios. W 1603 roku wstąpił do zakonu filipinów, a jedenaście lat później złożył profesję zakonną. 13 lutego 1640 roku został biskupem Montalto delle Marche, a 16 września przyjął sakrę. W styczniu 1645 roku został przeniesiony do diecezji Nocera Umbra. 6 marca tego samego roku został kreowany kardynałem prezbiterem i otrzymał kościół tytularny Sant’Onofrio. Jesienią 1646 roku został Bibliotekarzem Kościoła Rzymskiego, a pod koniec roku 1647 – penitencjariuszem większym. Oba urzędy sprawował do śmierci, która nastąpiła 25 lipca 1649 roku w Rzymie.